# 宋祖英
宋 祖英（そう そえい、ソン・ツーイン、Sòng Zǔyīng、1966年8月13日 - ）は、中華人民共和国の女性歌手、軍人。本名は宋六英。湖南省湘西トゥチャ族ミャオ族自治州古丈県生まれ。少数民族の1つであるミャオ族出身。第9期全国人民代表大会代表（議員）、全国青年連合委員、全国政治協商会議委員。 中国人民解放軍海軍政治部文工団団長、階級は二級文職幹部（現役の少将に相当）。

## 経歴
- 中央民族学院音楽舞踏科を卒業、中国音楽学院民族声楽院生となる。
- 1988年、長沙での中国音楽協会主催の「金龍杯」にて金賞を受賞。同大会の審査員である金鉄霖に師事する
- 1991年 中国人民解放軍の海軍政治部歌舞団に入団。第2回全国少数民族声楽大会で金賞を受賞。民族楽曲、愛国楽曲での第一人者となる。
- 1992年 、テレビドラマプロデューサーの羅浩と結婚。
- 2002年、シドニー・オペラハウスで公演。
- 2003年、ウィーン楽友協会で音楽会を開催
- 2005年7月、海軍政治部歌舞団副団長に就任し、少将待遇となる。同年9月、長子を出産。
- 2008年8月、北京オリンピック閉会式にて、世界的テノールの歌手プラシド・ドミンゴとのデュエットを披露。
- 2011年5月、台北アリーナにて初の台湾公演を行う。中国の軍隊歌手としては陳思思に続く2人目である。
- 2012年6月、ロンドン公演を行う。
- 2013年8月、海軍政治部歌舞団団長に昇任。

## 主な賞歴
- 第二回全国少数民族声楽コンテスト金賞。
- 2000年、中国文芸連合より、徳芸双馨芸術家の称号を授与された。また、同年に「世界華人音楽民歌部門最優秀歌唱賞」を受賞。

## 代表曲
- 小背簍
- 等你来
- 辣妹子
- 好日子
- 愛我中華
- 長大後我就成了你
- 東西南北兵
- 又唱劉陽河
- 光栄的士兵
- 英雄
- 中国永遠収穫希望
- 大地飛歌
- 越来越好
- 踏歌起舞
- 美麗的心情
- 飛
- 最美女人是媽媽
- 和諧楽章
- 送你一朶東方茉莉
- 感恩
- 譲我們舞起来
- 天藍藍
- 雲南美
- 春来沙家浜
- 陽光楽章
- 為愛而生

## その他
- 2004年8月、四川省の地方都市・万源市では、旧革命根拠地を記念するイベントが開催された。宋祖英は政府からの要請で出演したが、4曲を歌ったことによって42万元の収入を受け取ったと報じられた。同市の2002年の歳入が4000万元前後に対し、同年度の財政赤字が約1.6億元、記念イベントに投じられた費用がおよそ2000万元で、財政規模とは不釣合いであると評された。また、宋が得た収入も当地域の農民の年間所得の約200倍という異常に高い金額であると批判された[3]。数日後、批判された宋は「42万元とは課税前の収入で、実際に手に入れた出演料はずっと少なかった」と反論した[4]。

- 2011年6月、宋祖英が河南省濮陽市のイベントに出演した時、ファンと思われる現地の胡村郷役所で働いていた公務員の1人が舞台に上り、宋を抱きしめたり肩を抱くようなポーズを取ったりして周囲を唖然とさせた。この公務員は後日、中国の治安管理処罰法により5日間拘留されたが、免職にはならなかった。[5]

- 2011年11月3日、北京で開かれた国際K-1連盟（FIKA）発足の発表会で、主題歌歌手である宋祖英は女優のカリーナ・ラウ（劉嘉玲）と黄奕（ホアン・イー）、文化人の楊瀾（ヤン・ラン）、AV女優の蒼井そらとともに出席した。しかし、宋祖英と蒼井そらのイメージがあまりにも差があるため、この発表会で楊瀾、宋祖英と蒼井そらが肩を並べて撮った写真はネットで物議を醸した[6][7]。その後、中国側の主催者である呉征はウェイボーでこの件について謝罪した[8][9]。

## 参考資料
1. ↑  宋祖英 古丈県人民政府
2. ↑  来源：正定網綜合；責任編輯：汪洪 (2014年1月16日). “宋祖英原名宋六英 弟弟妹妹家底全曝光[組图]” (簡体中文).   南海網>新聞中心>娛樂新聞>娛樂八卦. 2014年1月16日閲覧。
3. ↑  “四川万源市财政赤字1.6亿　花2000万搞豪华演出”. 搜狐网. (2004年9月1日)
4. ↑  “四川省委书记批示 纪检部门抵万源彻查公款追星”. 搜狐网. (2004年9月6日)
5. ↑  “强搂宋祖英的王留聚这三年：至今心有余悸”. 搜狐新闻. (2014年9月12日)
6. ↑  “吴征新公司成立 杨澜宋祖英苍井空齐同台助阵(图)”. 凤凰网. (2015年7月2日)
7. ↑  “吴征回应杨澜宋祖英苍井空同台争议：属中日文化差异”.  凤凰网. 2015年7月2日閲覧。
8. ↑  “宋祖英杨澜苍井空三女人一台戏 吴征能否hold住?”. 人民網. (2015年7月2日)
9. ↑  “杨澜老公为宋祖英苍井空同台微博致歉(组图)”. 国際在線. (2015年7月2日)